# Kim Jong-boo
Kim Jong-boo (ur. 13 stycznia 1965 w T'ongyŏng) – były południowokoreański piłkarz występujący na pozycji napastnika.

## Kariera klubowa
Kim karierę rozpoczął w 1983 roku w drużynie z Korea University. W 1988 roku trafił do klubu POSCO Atoms. W tym samym roku zdobył z klubem mistrzostwo Korei Południowej.
W 1990 roku Kim odszedł do drużyny Daewoo Royals. W 1991 roku wywalczył z nią mistrzostwo Korei Południowej. W latach 1993–1994 występował w klubie Ilhwa Chunma. Z Ilhwa Chunma dwukrotnie wygrał rozgrywki K-League w 1993 i 1994. W 1995 powrócił do Daewoo Royals. W tym samym roku zakończył karierę.

## Kariera reprezentacyjna
W reprezentacji Korei Południowej Kim zadebiutował w 1984 roku. W 1986 roku został powołany do kadry na Mistrzostwa Świata. Na Mundialu w Meksyku wystąpił w dwóch meczach z Bułgarią i Włochami. W meczu z Bułgarią w 68 min. strzelił wyrównującą bramkę.

## Kariera trenerska
Po zakończeniu kariery piłkarskiej Kim został trenerem. Dotychczas prowadził szkolne zespoły Geoje High School, Dong-eui University i Joongdong High School.